# K. Todd Freeman
Kenneth Todd Freeman (Houston, 9 luglio 1965) è un attore statunitense, noto per il suo ruolo nella serie televisiva A Dangerous Mind e per avere interpretato Arthur Poe nella serie televisiva Una serie di sfortunati eventi.
Attivo anche in campo teatrale, nel corso della sua carriera ha ricevuto due nomination ai Tony Award per il suo lavoro a Broadway.

## Filmografia

### Cinema
- Il cacciatore di taglie (Street Hunter), regia di John A. Gallagher (1990)
- Verdetto finale (Ricochet), regia di Russell Mulcahy (1991)
- Grand Canyon - Il cuore della città (Grand Canyon), regia di Lawrence Kasdan (1991)
- Full Cycle, regia di Shira-Lee Shalit (1994)
- Jeffrey, regia di Christopher Ashley (1995)
- L'eliminatore - Eraser (Eraser), regia di Chuck Russell (1996)
- Arresti familiari (House Arrest), regia di Harry Winer (1996)
- L'ultimo contratto (Grosse Point Blank), regia di George Armitage (1997)
- Crimini invisibili (The End of Violence), regia di Wim Wenders (1997)
- Le regole della casa del sidro (The Cider House Rules), regia di Lasse Hallström (1999)
- The Lucky Ones - Un viaggio inaspettato (The Lucky Ones), regia di Neil Burger (2008)
- Il cavaliere oscuro (The Dark Knight), regia di Christopher Nolan (2008)
- Tartarughe Ninja (Teenage Mutant Ninja Turtles), regia di Jonathan Liebesman (2014)
- Anesthesia, regia di Tim Blake Nelson (2015)
- Pirati dei Caraibi - La vendetta di Salazar (Pirates of the Caribbean: Dead Men Tell No Tales), regia di Joachim Rønning e da Espen Sandberg (2017)

### Televisione
- Tutti al college (A Different World) - serie TV, episodio 4x22 (1991)
- La mente assassina (The Killing Mind), regia di Michael Ray Rhodes - film TV (1991)
- Oltre il ponte (Brooklyn Bridge) - serie TV, episodio 1x16 (1992)
- Tracey Takes on New York, regia di Don Scardino - film TV (1993)
- Ghostwriter - serie TV, episodio 2x13 (1993)
- NYPD - New York Police Department (NYPD Blue) - serie TV, episodi 3x04-4x08-4x18 (1995-1997)
- Maledetta fortuna (Strange Luck) - serie TV, episodio 1x02 (1995)
- Sisters - serie TV, episodi 6x12-6x15 (1996)
- Dangerous Mind - serie TV, 17 episodi (1996-1997)
- Il tocco di un angelo (Touched By An Angel) - serie TV, episodio 4x15 (1998)
- City of Angels - serie TV, episodio 1x08 (2000)
- Buffy l'ammazzavampiri (Buffy The Vampire Slayer) - serie TV, 5 episodi (1998-1999)
- A Gifted Man - serie TV, episodio 1x07 (2011)
- Believe - serie TV, episodio 1x08 (2014)
- Elementary – serie TV, episodio 3x06 (2014)
- Law & Order: Unità Speciale – serie TV, episodio 17x05 (2015)
- Blindspot – serie TV, episodio 1x18 (2016)
- Una serie di sfortunati eventi (A Series of Unfortunate Events) – serie TV (2017-2019)
- FBI: Most Wanted – serie TV, episodio 3x09 (2021)
- Will Trent – serie TV, episodio 3x06 (2025)

## Doppiatori italiani
Nelle versioni in italiano delle opere in cui ha recitato, Kennet Todd Freeman è stato doppiato da:
- Alberto Bognanni in Elementary, Law & Order - Unità vittime speciali,  Una serie di sfortunati eventi
- Alessandro Ballico in The OA
- Gianluca Iacono in Anesthesia
- Enzo Avolio in Blindspot
- Stefano Mondini in FBI: Most Wanted
- Raffaele Palmieri in Will Trent